# Sandra Itzel
Sandra Itzel  (Mexikóváros, Mexikó, 1993. december 31. –) mexikói színésznő, énekesnő.

## Élete és pályafutása
1993. december 31-én született Mexikóvárosban. Karrierjét 1997-ben kezdte a Mi pequeña traviesában, ahol Edith szerepét játszotta. 2002-ben Mayrita szerepét játszotta a Vadmacska című sorozatban. 2012-ben megkapta Florencia Negrete szerepét a Talizmán című telenovellában.

## Filmográfia

### Telenovellák
| Év        | Eredeti Cím                   | Magyar Cím                  | Szerep                         | Magyar hang                                              |
| --------- | ----------------------------- | --------------------------- | ------------------------------ | -------------------------------------------------------- |
| 1997      | Mi pequeña traviesa           |                             | Edith                          |                                                          |
| 1999      | El privilegio de amar         | Titkok és szerelmek         | Dulce                          |                                                          |
| 2000      | Carita de ángel               |                             | Chabelita                      |                                                          |
| 2001      | Mujer, Casos de la Vida Real  |                             | Lány agyi bénulással           |                                                          |
| 2002–2003 | Gata salvaje                  | Vadmacska                   | Mayra 'Mayrita' Ríos Rodríguez | Talmács Márta (1. szinkron) Gyarmati Laura (2. szinkron) |
| 2004      | Ángel rebelde                 |                             | Lisette Lezama Covarrubias     |                                                          |
| 2008–2018 | La rosa de Guadalupe          |                             | Különféle szerepek             |                                                          |
| 2011      | Cielo rojo                    |                             | Alma Durán (fiatal)            |                                                          |
| 2011      | Cada quien su santo           |                             | Ana                            |                                                          |
| 2012      | El Talismán                   | Talizmán                    | Florencia Negrete              | Tamási Nikolett                                          |
| 2013      | Rosario                       | Rosario – A múlt fogságában | Bárbara 'Barbie' Montalbán     | Tamási Nikolett                                          |
| 2014      |                               | Cosita linda                | Maya                           |                                                          |
| 2015      | ¿Quién mató a Patricia Soler? | A bosszú asszonya           | Lucía Sinisterra               | Hermann Lilla                                            |
| 2015      | El Señor de los Cielos        | El Señor de los Cielos      | Luciana Morejón                |                                                          |
| 2019–2021 | Esta historia me suena        |                             | Jimena                         |                                                          |
| 2019–2021 | Esta historia me suena        | Diana                       |                                |                                                          |
| 2022      | Inseparables: amor al límite  |                             | Önmaga                         |                                                          |

### Filmszerepek
- Pizza with Grease: Party Person (2018)

## Diszkográfia
| Év   | Cím             |
| ---- | --------------- |
| 2006 | Abre tu corazón |
| 2008 | Nada de nadie   |
| 2013 | Atrévete        |